# Clint Eastwood (Gorillaz)
Clint Eastwood è un singolo del gruppo musicale britannico Gorillaz, pubblicato il 5 marzo 2001 come primo estratto dal primo album in studio Gorillaz.

## Descrizione
Clint Eastwood è un mix di musica elettronica, hip hop e rock. Il testo è rappato da Del tha Funkee Homosapien, mostrato come un fantasma blu nel video, mentre il ritornello è cantato da Damon Albarn sotto le vesti di 2D.
Nelle performance dal vivo viene usato un testo alternativo per la parte rap, che viene cantata da Phi Life Cypher invece che da Del tha Funkee Homosapien.
La canzone deriva il suo titolo per la sua somiglianza di suono con la sigla del film del 1966 Il buono, il brutto, il cattivo, con protagonista appunto Clint Eastwood.

## Video musicale
Il video è stato realizzato a cartoni animati e diretto da Jamie Hewlett e Pete Candeland. Il video comincia con il logo dei Gorillaz in rosso su sfondo nero, e con la frase, tratta dal film del 1978 Zombi "Every dead body that is not exterminated, gets up and kills. The people it kills, get up and kill" ("Ogni cadavere che non viene sterminato si alza e uccide. Le persone che uccide si alzano e uccidono a loro volta"), in giapponese e in inglese. In una versione censurata tale frase è stata omessa, perché ritenuta offensiva. Questa frase è utilizzata anche nella parte iniziale del testo della canzone Hip Albatross, presente nella raccolta G Sides.
Il video è un riferimento al già citato film con l'attore Clint Eastwood Il buono, il brutto, il cattivo, il cui tema può essere sentito all'inizio del video. Il famoso ritornello del brano, "I ain't happy, I'm feeling glad. I got sunshine in a bag", è un riferimento ai soldi nella borsa che il personaggio di Clint Eastwood porta via con sé alla fine del film. Nel video il gruppo dei Gorillaz si trova ad affrontare delle scimmie-zombi, che si risvegliano all'interno di un cimitero, sotto la pioggia battente per mano dello spirito di Del uscito dalla testa di Russel. In una scena gli zombi eseguono la coreografia del video di Michael Jackson Thriller.

## Successo commerciale
Clint Eastwood, appena pochi giorni dalla sua pubblicazione, ha raggiunto la quarta posizione nella Official Singles Chart del Regno Unito, dove ha toccato anche il milione di copie ed è stato perciò certificato doppio disco di platino. Il singolo è inoltre entrato alla 57ª posizione nella classifica statunitense Billboard Hot 100 nonché nella top 10 in altri nove paesi, tra cui l'Italia, dove ha raggiunto la prima posizione.

## Riconoscimenti
La rivista Rolling Stone ha posto la canzone al 38° posto nella sua lista delle "100 migliori canzoni degli anni 2000". Nel 2011, NME lo ha posizionato al 141° posto nella sua lista delle "150 migliori tracce degli ultimi 15 anni", nonché al 347° posto in quella delle "500 migliori canzoni di tutti i tempi".

## Tracce
CD promozionale (Europa)
1. Clint Eastwood (Ed Case Refix Edit) – 3:42
2. Clint Eastwood (Original Mix Edit) – 3:44

CD promozionale (Stati Uniti)
1. Clint Eastwood (Original Mix Edit) – 3:44
2. Clint Eastwood (Ed Case Refix Edit) – 3:42
3. Clint Eastwood (Phi Life Cypher) – 4:57
4. Clint Eastwood (Call Out Hook) – 0:17

CD singolo (Europa)
1. Clint Eastwood – 5:54
2. Dracula – 4:41

CD maxi-singolo (Australia, Europa), MC (Regno Unito)
1. Clint Eastwood – 5:55
2. Clint Eastwood (Ed Case Refix) – 3:41
3. Dracula – 4:41
4. Clint Eastwood (Enhanced Video) – 4:33 – assente nell'edizione MC

12" (Italia, Regno Unito)
- Lato A

1. Clint Eastwood – 5:55

- Lato B

1. Clint Eastwood (Ed Case Refix) – 3:41
2. Clint Eastwood (Phi Life Cypher) – 4:57

## Classifiche
| Classifica (2001)         | Posizione massima |
| ------------------------- | ----------------- |
| Australia                 | 17                |
| Austria                   | 2                 |
| Belgio (Fiandre)          | 21                |
| Belgio (Vallonia)         | 11                |
| Canada                    | 2                 |
| Danimarca                 | 16                |
| Francia                   | 17                |
| Germania                  | 2                 |
| Italia                    | 1                 |
| Norvegia                  | 13                |
| Nuova Zelanda             | 12                |
| Paesi Bassi               | 26                |
| Regno Unito               | 4                 |
| Scozia                    | 4                 |
| Stati Uniti               | 57                |
| Stati Uniti (alternative) | 3                 |
| Svezia                    | 7                 |
| Svizzera                  | 3                 |
| Turchia                   | 9                 |